# WrestleMania 32
WrestleMania 32 va ser la trentena segona edició de WrestleMania, un esdeveniment pagui-per-veure (PPV) de lluita lliure professional produït per la WWE. Va tenir lloc el 3 d'abril de 2016, en el AT&T Stadium en Arlington, Texas. Els temes oficials de l'esdeveniment van ser "My House" de Flo Rida, "Hello Friday" de Flo Rida amb Jason Derulo, "Hail to the King" de Avenged Sevenfold, "Sympathy for the Devil" de Motörhead i "Oh No" de Goodbye June.
Aquest va ser el tercer WrestleMania que va tenir lloc en l'estat de Texas després de les edicions de 2001 i 2009, i la primera que va tenir lloc al Dallas-Fort Worth metroplex.

## Producció
WrestleMania és considerat l'esdeveniment insígnia de la WWE, i ha estat descrit com el Super Bowl de l'entreteniment esportiu.
El 21 de març, es va anunciar que Fifth Harmony interpretaria "America the Beautiful" a l'inici de WrestleMania. Al desembre de 2015, WWE va anunciar que The Rock apareixeria a WrestleMania 32.
Des del 13 d'octubre de 2015, paquets de viatges amb allotjament que van des de $575 a $6625 per persona van ser venuts. Des del 6 de novembre, bitllets individuals que costen entre $18 a $1180 es van vendre a través de Ticketmaster. Els nous subscriptors al WWE Network podrien veure l'esdeveniment sense cost addicional.
La llista de lesionats inclou a John Sopa, Seth Rollins, Randy Orton, Cesaro, Neville i Luke Harper. Mentrestant, Daniel Bryan, Sting, Nikki Bella i Tyson Kidd van sofrir lesions en el coll, amb Kidd amb prou feines evitant paràlisi o la mort, i Bryan havent de retirar-se de la lluita lliure després que es detectés que a més havia sofert múltiples commocions cerebrals. David Shoemaker, escrivint per ESPN, va descriure que «sembla com si el talent deixat fora de la llista de lluites podria vendre més entrades que els que actualment estan en ella». Shoemaker també va teoritzar possibles raons de les lesions, estant en primer lloc el «agotador calendari de la WWE», i en segon lloc «el viatge, el cansament, la falta d'una temporada baixa de descans».
CNET va escriure al març de 2016 que WrestleMania 32 presentarà la «culminació» de «la major història en la WWE», que és «l'establiment de Roman Reigns com el babyface superior, el protagonista que serà la cara de l'empresa per - si la WWE ho té la seva manera - la propera dècada». «Durant els últims dos anys, la WWE ha estat movent cel i terra» en un intent de portar a Reigns al «nivell de reconeixement» de «noms com Hulk Hogan, Stone Cold Steve Austin, The Rock i John Sopa», però «el seu més dur oponent» és la «audiència de la lluita lliure» que va començar una «rebel·lió de fanàtics» en oposició al suport de la WWE a Reigns, amb els afeccionats preferint a Dean Ambrose en el seu lloc. Per combatre aquesta tendència, la WWE ha pres mesures que inclouen silenciar el so de multituds esbroncant i agregant aclamacions enllaunades durant les aparicions de Reigns en 2016. En un cas rar per a lluitadors que participen en l'esdeveniment principal de WrestleMania, es va teoritzar que la WWE va fer a Reigns no parlar en l'últim episodi de Raw abans de WrestleMania 32 per evitar que fos esbroncat, en una repetició del Raw abans de WrestleMania 31 (que Reigns va encapçalar). The A.V. Club va concórrer que «la WWE té un seriós problema amb Roman Reigns», a causa que «bàsicament ningú vol veure a Roman Reigns en l'esdeveniment principal» de WrestleMania.
Dave Meltzer del Wrestling Observer Newsletter va informar que WrestleMania 32 va trencar el rècord de la WWE per la major quantitat de bitllets venuts amb almenys 84 000 entrades venudes.

## Argument

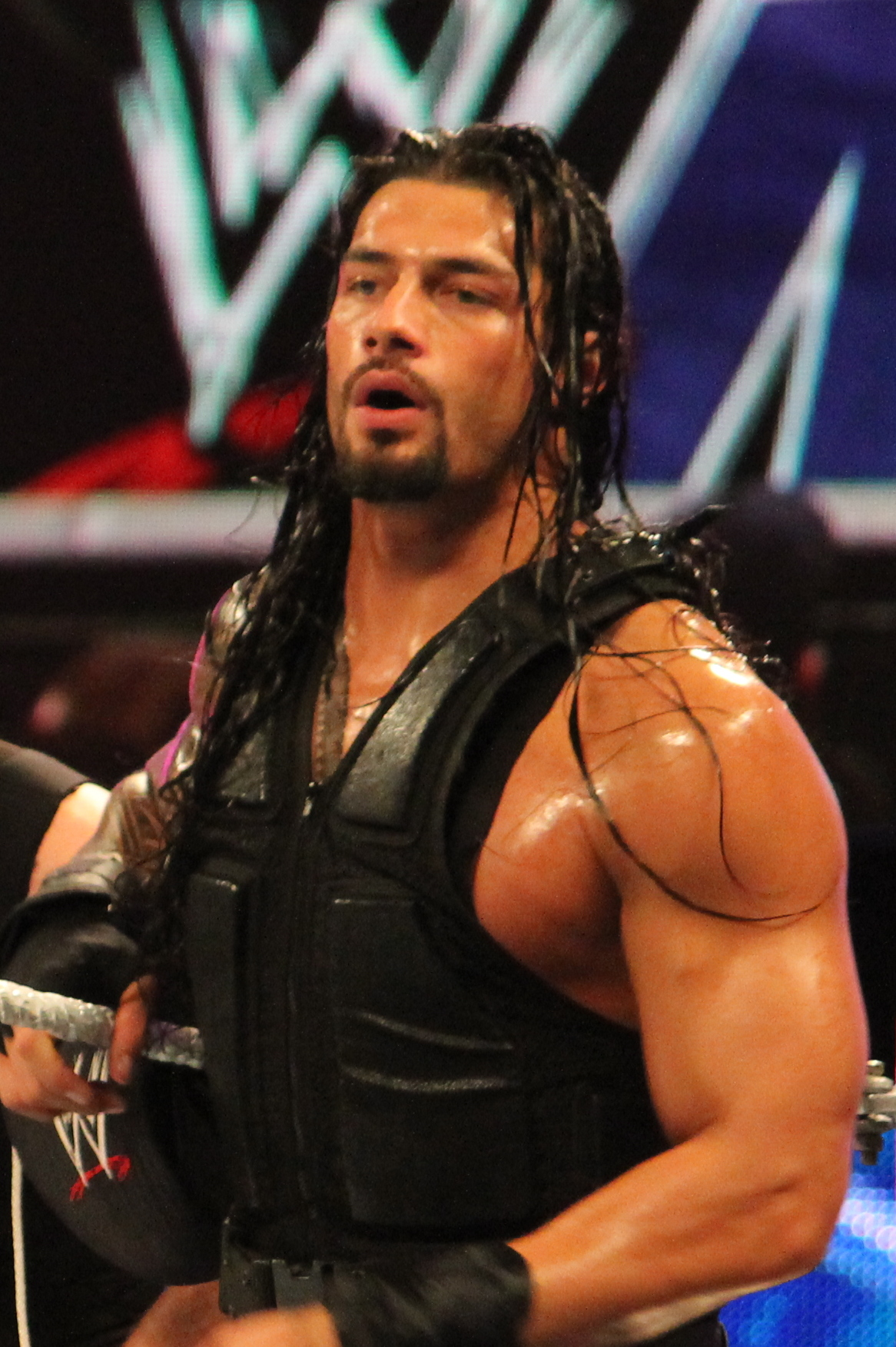
Roman Reigns qui va aconseguir el seu tercer Campionat Mundial Pes Pesat de la WWE en l'esdeveniment principal contra Triple H.

Després que Seth Rollins, es veiés obligat a deixar vacant el Campionat mundial de pes pesant de la WWE, a causa d'una greu lesió, Triple H buscaria el seu reemplaçament oferint-li a Roman Reigns contendent al títol de Rollins un lloc en The Authority i el títol mundial, passant per alt el torneig benvolgut per coronar al nou campió. No obstant això, Reigns es va negar i va decidir aconseguir el títol pels seus propis mitjans integrant-se en el torneig. Reigns va guanyar el torneig i el títol en Survivor Sèries, però una distracció de Triple H va permetre a Sheamus cobrar el seu contracte Money in the Bank llevant-li el títol a Roman Reigns. Sheamus va retenir el títol davant Reigns en TLC: Tables, Ladders & Chairs amb l'ajuda d'Alberto Del Rio i Rusev. Com Reigns els va atacar a tots, Triple H va sortir per intentar detenir-ho, sent atacat i lesionat per Reigns. La nit següent en Raw, Reigns va derrotar a Sheamus recuperant el títol. A causa de l'atac, Vince McMahon va obligar a Reigns a defensar el seu títol en el Royal Rumble Match. En l'esdeveniment, Triple H va tornar com el participant número #30 i va eliminar a Reigns guanyant el títol. En Fastlane, Reigns va derrotar a Dean Ambrose i Brock Lesnar en un Triple threat Match, guanyant-se el dret d'enfrontar s Triple H pel títol mundial en WrestleMania. El 22 de febrer en Raw, Triple H va interferir en la lluita entre Sheamus i Reigns, atacant a aquest últim deixant-li una ferida en el seu nas. Davant l'absència de Reigns, Dean Ambrose va reptar a Triple H pel títol mundial per a l'esdeveniment Roadblock, retenint Triple H el títol. La nit següent en Raw, Triple H va derrotar a Dolph Ziggler, després de la seva victòria Roman Reigns va tornar atacant a Triple H, els àrbitres i l'equip de seguretat

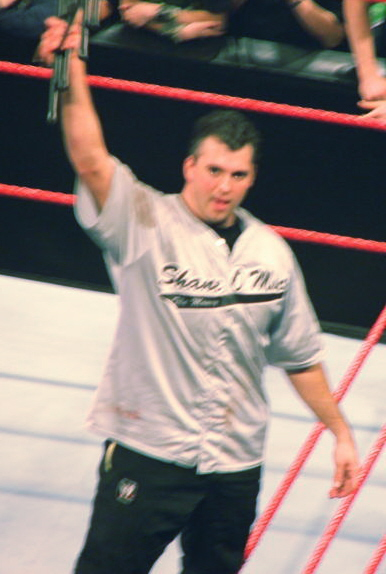
Shane McMahon qui tornava després de gairebé 7 anys, perd davant el Undertaker i la seva oportunitat d'obtenir el control de Raw.

El 22 de febrer en Raw, Vince McMahon va presentar el primer premi «Vincent J. McMahon Legacy of Excellence» a la seva filla Stephanie McMahon, al moment de rebre el seu premi, Shane McMahon va tornar a la WWE per primera vegada des de l'any 2009, per fer valer el seu lloc en l'empresa. Shane li va demanar a Vince el poder absolut de Raw, Vince va acceptar però amb la condició de vèncer a un rival en l'escenari que Vince escollís, sent acepatado per Shane, sent l'elecció de Vince el Undertaker en WrestleMania en un Hell in a Cell Match. El Undertaker va tornar la següent setmana a Raw, exculpant-se del que li succeeixi a Shane en el combat responsabilitzant a Vince. El 14 de març en Raw, Shane va confrontar al Undertaker i va posar en dubte la seva lleialtat a Vince, acabant Shane rebent un Chokeslam del Undertaker en ser empès per Vince. Després, el Undertaker intento atacar a Vince però est va aconseguir escapar. El 21 de març en Raw, Vince McMahon va dir que si el Undertaker perd davant Shane, llavors aquest seria el seu últim Wrestlemania.
Al  Fastlane, Brock Lesnar es va enfrontar a Roman Reigns i Dean Ambrose per una oportunitat pel Campionat mundial de pes pesant de la WWE, però en la lluita Ambrose va impedir que Lesnar guanyés permetent que Reigns aconseguís la victòria i l'oportunitat d'enfrontar al campió Triple H. L'endemà 22 de febrer en Raw, hores abans de començar el programa, Lesnar atacaria a Ambrose quan aquest últim arribava a la sorra amb el resultat que Ambrose fos traslladat a un hospital, un video va ser pujat a Facebook sent mostrat a l'audiència més tard en el xou. Aquesta mateixa nit en Raw, Paul Heyman va assegurar que ningú podria vèncer a Lesnar llançant un repte a qualsevol lluitador que pogués enfrontar-ho en WrestleMania. Ambrose va aparèixer per un costat de l'escenari conduint una ambulància i va atacar a Lesnar, però en estar ferit va ser contrarestat per Lesnar quedant tendit en el ring, malgrat la seva condició va desafiar a Lesnar en un No Holds Escombreu Match para WrestleMania, el qual va ser acceptat.

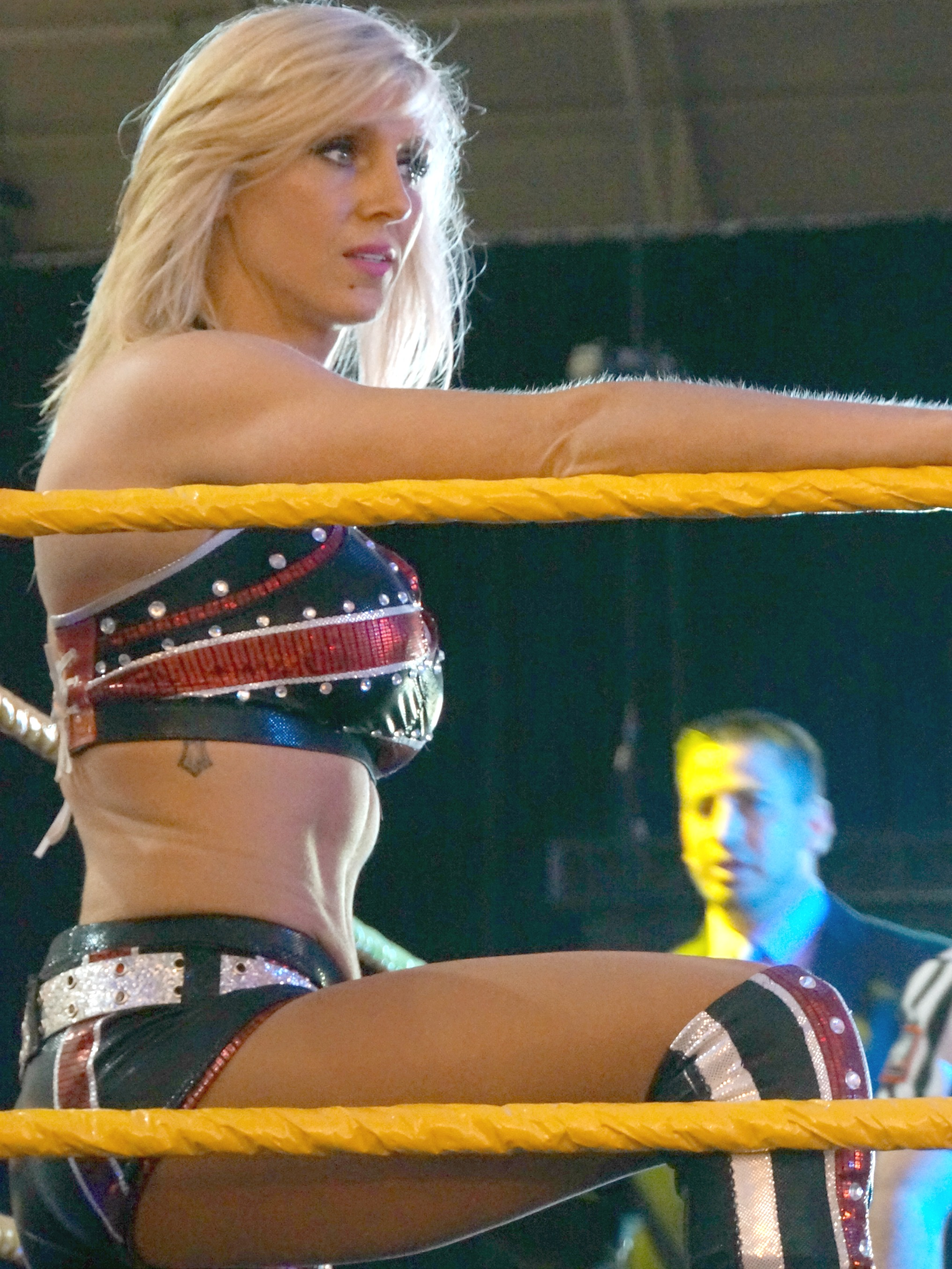
Charlotte qui va aconseguir ser la primera Campiona Femenina de la WWE després de la seva reactivació davant Becky Lynch i Sasha Banks.

El 22 de febrer en Raw, Becky Lynch es va enfrontar en un combat amb Sasha Banks i després de la lluita la Campiona de Dives Charlotte, va anunciar que una d'elles s'enfrontaria a ella en Wrestlemania pel seu títol, pactant-se una lluita entre Lynch i Banks per a la següent setmana en Raw. El 29 de febrer en Raw, la lluita entre Lynch i Banks va acabar sense resultats després d'un doble conteo entre elles mateixes. Aquesta setmana en Smackdown, Lynch i Banks van tenir una revenja però la lluita va tornar a acabar sense resultats després que Charlotte les ataqués, aquesta mateixa nit Renee Young va anunciar que Lynch i Banks enfrontarien a Charlotte pel títol en un Triple Threat Match en Wrestlemania.

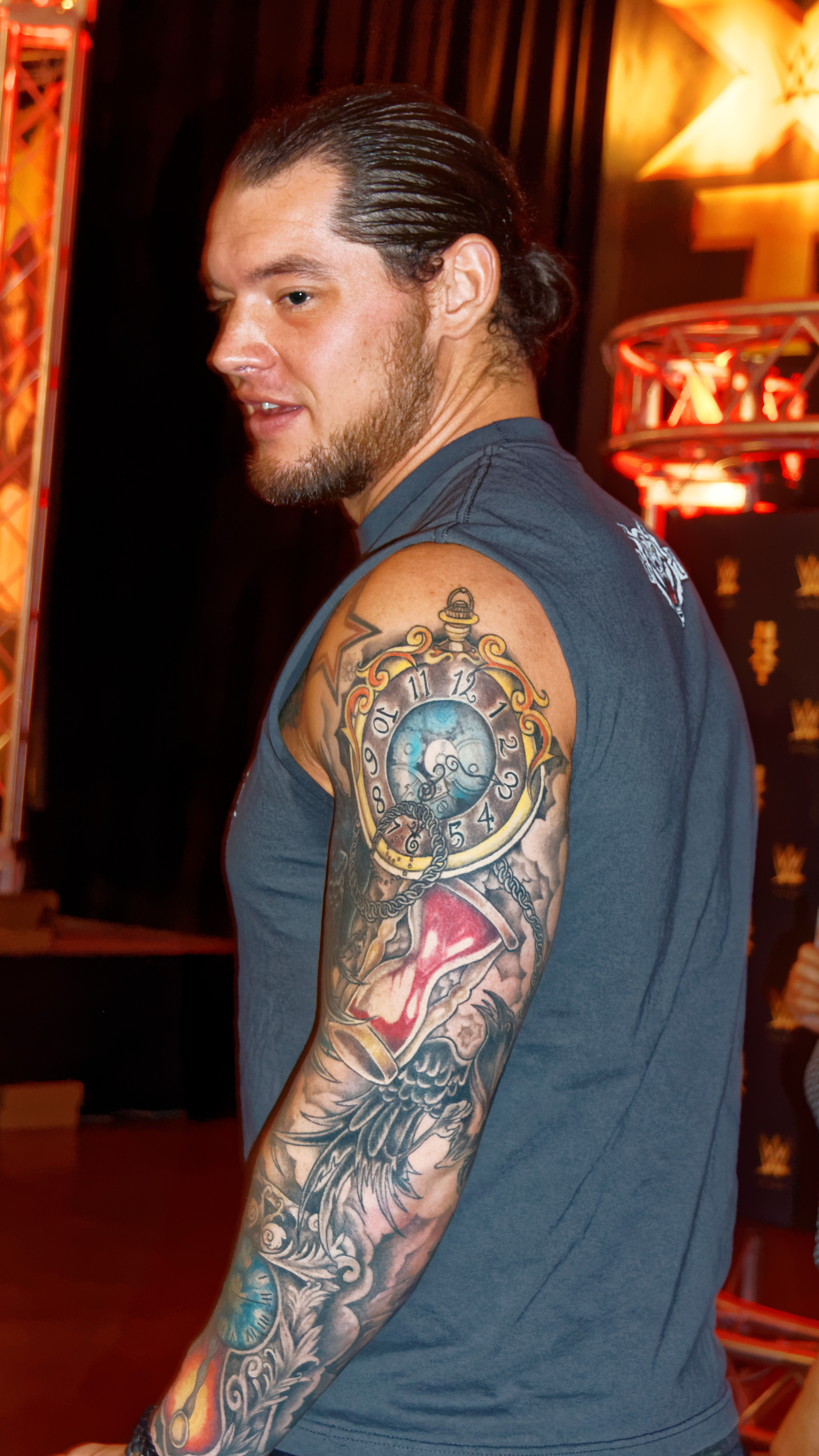
Baron Corbin qui va aconseguir guanyar la tercera edició anual del André the Giant Memorial Battle Royal en eliminar finalment a Kane, com a representant de NXT.

## Resultats
- Kick-Off: Kalisto (c) va derrotar a Ryback retenint el Campionat dels Estats Units. (8:58)[31]
- Kick-Off: The Total Dives (Brie Bella, Paige, Natalya, Alicia Fox & Eva Marie) van derrotar a Team B.A.D. & Blonde (Llana, Naomi, Tamina, Summer Rau & Emma). (11:25)[32]
- Kick-Off: The Usos (Jimmy Uso & Jey Uso) van derrotar a The Dudley Boyz (Bubba Ray Dudley & D-Von Dudley). (5:18)[33]
- Zack Ryder va derrotar a Kevin Owens (c), Dolph Ziggler, The Miz, Sami Zayn, Sense Cara i Stardust en un Ladder Match guanyant el Campionat Intercontinental. (15:23)[34]
  - Ryder va guanyar la lluita després de despenjar el campionat.
- Chris Jericho va derrotar a A.J. Styles. (17:10)[35]
  - Jericho va cobrir a Styles després d'un «Codebreaker».
- The League of Nations (Sheamus, Alberto Del Rio & Rusev) (amb King Barrett) van derrotar a The New Day (Big I, Kofi Kingston & Xavier Woods) en un Six Man Tag Team Match. (10:03)[36]
  - Sheamus va cobrir a Woods després d'un «Brogue Kick».
  - El Campionat en Parelles de la WWE de The New Day no va estar en joc.
  - Després de la lluita, Shawn Michaels, Mick Foley i Stone Cold Steve Austin van atacar a The League of Nations.
  - Després de la lluita, The New Day va intentar celebrar amb Austin, però aquest li va aplicar un «Stone Cold Stunner» a Woods.
- Brock Lesnar (amb Paul Heyman) va derrotar a Dean Ambrose en un No Holds Escombreu Street Fight. (13:06)[37]
  - Lesnar va cobrir a Ambrose després d'un «F-5» sobre una pila de cadires.
- Charlotte (amb Ric Flair) va derrotar a Becky Lynch i Sasha Banks guanyant el Campionat Femení de la WWE. (16:03)[38]
  - Charlotte va forçar a Lynch a rendir-se amb el «Figure-Eight Leglock».
  - Durant la lluita, Ric Flair va interferir impedint que Banks trenqués el conteo de la victòria de Charlotte.
  - Originalment el Campionat de Dives estaria en joc en la lluita, però va ser reemplaçat pel reactivat Campionat Femení de la WWE.
  - El Campionat Femení de la WWE va ser reactivat després d'un discurs de Lita en el Kick-Off.
  - Snoop Dogg acompanyat de Raven Felix van interpretar el tema d'entrada de Sasha Banks.
- The Undertaker va derrotar a Shane McMahon en un Hell in a Cell Match. (30:05)[39]
  - The Undertaker va cobrir a Shane després d'un «Tombstone Piledriver».
  - Com concecuencia, Shane McMahon haurà de lliurar les seves accions de l'empresa a Vince McMahon.
  - Si Shane McMahon guanyava, obtindria el control de Raw.
  - Si Undertaker hagués perdut, no hagués pogut competir mai més en un WrestleMania.
  - Com a resultat, The Undertaker va augmentar la seva ratxa de victòries a 23-1.
- Baron Corbin va guanyar un 20-Man Battle Royal Match i va guanyar l'André the Giant Memorial Battle Royal. (9:41)[40]
  - Corbin va eliminar finalment a Kane, guanyant la lluita.
  - Els altres competidors van ser Adam Rose, Curtis Axel, Heath Slater, Bo Dallas, Big Xou, Tyler Breeze, Darren Young, Mark Henry, Viktor, Konnor, Jack Swagger, Fandango, Damien Sandow, R-Truth, Goldust, Diamond Dallas Page, Shaquille O'Neal i Tatanka.
- The Rock va derrotar a Erick Rowan (amb Bray Wyatt i Braun Strowman). (0:06)[41]
  - The Rock va cobrir a Rowan després d'un «Rock Bottom».
  - Després de la lluita, The Wyatt Family va intentar atacar a The Rock, però John Sopa va fer la seva tornada per ajudar-ho.
  - Aquesta lluita va durar 6 segons, sent la baralla més curta en la història de WrestleMania.
- Roman Reigns va derrotar a Triple H (c) (amb Stephanie McMahon) i va guanyar el Campionat mundial de pes pesant de la WWE. (27:11)[42]
  - Reigns va cobrir a Triple H després d'un «Spear».
  - Durant la lluita, Stephanie McMahon va interferir a favor de Triple H, però va rebre un «Spear» de Reigns.